# Eduardo Francisco Pironio
Eduardo Francisco Pironio (Nueve de Julio (Buenos Aires), 3 december 1920 – Vaticaanstad, 5 februari 1998) was een Argentijns geestelijke en kardinaal van de Rooms-Katholieke Kerk, werkzaam voor de Romeinse Curie.

## Levensloop
Pironio werd in een groot gezin geboren. Zijn ouders waren Italianen die vlak voor hun huwelijk naar Argentinië waren geëmigreerd. Zijn moeder kreeg op haar achttiende haar eerste kind. Na de bevalling moest zij, ten gevolge van complicaties die waren opgetreden, zes maanden bed houden. Haar dokter vertelde haar dat zij geen kinderen meer zou kunnen krijgen. Niettemin kreeg ze hierna nog eenentwintig kinderen, van wie Eduardo de jongste was.
Pironio bezocht het seminarie van La Plata en studeerde daarna aan het Angelicum in Rome. Hij werd op 5 december 1943 priester gewijd. Hij doceerde vervolgens aan het Seminari Pio XII in Mercedes. In 1959 werd hij rector van het stedelijk seminarie van Buenos Aires en in 1964 vicaris-generaal van het bisdom Mercedes. Op 24 maart 1964 werd hij door paus Paulus VI benoemd tot hulpbisschop van La Plata en tot titulair bisschop van Caeciri; zijn bisschopswijding vond plaats op 31 mei 1964. In 1967 werd hij secretaris van de Latijns-Amerikaansebisschoppenconferentie (CELAM). In 1972 werd hij benoemd tot residerend bisschop van Mar del Plata.
Paus Paulus VI benoemde Pironio op 20 september 1975 tot pro-prefect van de Congregatie voor de Instituten van Gewijd Leven en Gemeenschappen van Apostolisch Leven. Hij werd daarnaast titulair aartsbisschop van Tiges. 
Tijdens het consistorie van 24 mei 1976 werd Pironio kardinaal gecreëerd. Hij kreeg de Santi Cosma e Damiano als titeldiakonie. Hij woonde in 1980 de Bijzondere Synode van de Bisschoppen van Nederland bij. In 1984 maakte paus Johannes Paulus II hem president van de Pauselijke Raad voor de Leken. Hij was, samen met de paus zelf, de drijvende kracht achter de Wereldjongerendagen. Op 11 juli 1995 benoemde de paus hem tot kardinaal-bisschop van het suburbicair bisdom Sabina-Poggio Mirteto.
Pironio ging op 20 augustus 1996 met emeritaat. Hij overleed in 1998 op 77-jarige leeftijd.

## Proces van zaligverklaring
In juni 2006 begon het proces van zaligverklaring van Pironio. Het proces werd geopend op diocesaan niveau, in Rome. Camillo kardinaal Ruini, kardinaal-vicaris van Rome opende het proces. In 2007 werd dit proces gevolgd door een diocesaan onderzoek in Argentinië zelf. Kardinaal Pironio mocht inmiddels als Dienaar Gods aanbeden worden. Pironio werd op 16 december 2023 zaligverklaard.

## Publicaties
- Iglesia-Pueblo de Dios. Bogotá: Ed. Paulinas, 1970
- Escritos pastorales. Madrid: BAC, 1973
- Meditaciones para Semana Santa: la luz, el agua, el pan. Buenos Aires: Editora Patria Grande, 1974.
- El Hombre Nuevo en América latina. Buenos Aires: Editora Patria Grande, 1974.
- Preparando la Pascua. Buenos Aires: Editora Patria Grande, 1975
- La Iglesia en América latina: escritos pastorales marplatenses I. Buenos Aires: Editora Patria Grande, 1976
- En el Espíritu de Medellín: escritos pastorales marplatenses II. Buenos Aires: Editora Patria Grande,1976
- Tiempo de esperanza: escritos pastorales marplatenses III. Buenos Aires: Editora Patria Grande, 1976
- Alegría Cristiana: escritos pastorales marplatenses IV. Buenos Aires: Editora Patria Grande, 1976
- Pascua de la Reconciliación. Buenos Aires: Editora Patria Grande, 1976
- Evangelización y Liberación. Buenos Aires: Editora Patria Grande, 1976
- Meditación para tiempos difíciles. Buenos Aires: Editora Patria Grande, 1976 y 2004
- Los jóvenes y la vida religiosa. Madrid: Instituto Teológico de Vida Religiosa, 1976
- Vida Consagrada. Buenos Aires: Editora Patria Grande, 1977
- Alegres en la Esperanza. Madrid: Ed. Paulinas, 1978
- Responsabilidades eclesiales y sociales de los religiosos. Madrid: Instituto Teológico de Vida Religiosa, 1978
- Meditaçoes para tempos difíceis. Sāo Paulo: Ed. Loyola, 1979
- Meditaçoes para a Semana Santa. Sāo Paulo: Ed. Loyola, 1979
- Alegria Cristā. Sāo Paulo: Ed. Loyola, 1979
- Evangelizaçao e Libertaçao. Sāo Paulo: Ed. Loyola, 1979
- Vida Consagrada. Sāo Paulo: Ed. Loyola, 1979
- O Homen Novo na América latina. Sāo Paulo: Ed. Loyola, 1979
- Religiosos en una sociedad laica. Madrid: Instituto Teológico de Vida Religiosa, 1979
- María y los pobres. Buenos Aires: Editora Patria Grande, 1980
- Pobreza y Esperanza en María. Madrid: Narcea Ediciones, 1980
- María y la vida religiosa. Buenos Aires: CAR, 1980
- Queremos ver a Jesús. Madrid: BAC, 1980
- De Pablo VI a Juan Pablo II. Buenos Aires: Editora Patria Grande, 1981
- Preparing for Easter. Boston: Daughters of St. Paul, 1982
- Consagrados en la Iglesia. Madrid: Instituto Teológico de Vida Religiosa, 1984
- Un camino de esperanza con María. Madrid: Instituto Teológico de Vida Religiosa, 1984
- El Padre nos espera. Madrid: Instituto Teológico de Vida Religiosa, 1985
- Diálogo con laicos. Buenos Aires: Editora Patria Grande, 1986
- La humilde servidora del Señor. Madrid: Instituto Teológico de Vida Religiosa, 1986
- María en la vida religiosa: compromiso y fidelidad. Madrid: Instituto Teológico de Vida Religiosa, 1986
- Reflexiones sobre la vida religiosa. Madrid: Instituto Teológico de Vida Religiosa, 1987
- Señor, enséñanos a orar: Oraciones a María. Madrid: Instituto Teológico de Vida Religiosa, 1987
- Algo nuevo está naciendo ¿no lo notáis?. Madrid: EDICE, 1991
- Guiados por el Espíritu. Madrid: Ediciones Claretianas, 1991
- Los evangelizadores, obispos, sacerdotes, diáconos, religiosos, religiosas y laicos. Ciudad de Vaticano: Editrice vaticana, 1996
- Cristo entre nosotros. Madrid: PPC, 1998
- Al servicio del Evangelio. Madrid: PPC, 1999
- Jóvenes amigos míos. Madrid: BAC, 1999

- Biblioteca Nacional de España: XX933897
- Catàleg d'autoritats de noms i títols de Catalunya: 981060995083006706
- CiNii: DA17901585
- Gemeinsame Normdatei: 172904714
- International Standard Name Identifier: 0000 0001 0884 3975
- Library of Congress Control Number: n79005574
- Nationale bibliotheek van Australië: 35902040
- Nationale Bibliotheek van Polen: a0000001050691
- Nederlandse Thesaurus van Auteursnamen: 079793053
- Réseau des bibliothèques de Suisse occidentale: 02-A003697022
- Istituto Centrale per il Catalogo Unico: CFIV019755
- Système universitaire de documentation: 082960062
- Trove: 1138432
- Virtual International Authority File: 30806886
- WorldCat: E39PBJpv7ch6RQmPmYM4cxDwmd